# Lance Pugh
Lance I. Pugh (1919, data de morte desconhecida) foi um ciclista canadense. Ele representou o Canadá em três eventos nos Jogos Olímpicos de Verão de 1948, em Londres.